# Diospyros alboflavescens
Diospyros alboflavescens är en tvåhjärtbladig växtart som beskrevs av Robert Louis August Maximilian Gürke och De Wild. Diospyros alboflavescens ingår i släktet Diospyros och familjen Ebenaceae. Inga underarter finns listade i Catalogue of Life.